# Xavier Cardelús García
Xavier Cardelús García (* 15. Mai 1998 in Andorra la Vella) ist ein andorranischer Motorradrennfahrer. Er fährt 2021 in der FIM-CEV-Moto2-Europameisterschaft sowie im MotoE World Cup. Sein Vater Xavier Cardelús Maestre (* 1962) war ebenfalls als Rennfahrer aktiv.

## Statistik

### In der Motorrad-Weltmeisterschaft
(Stand: Großer Preis von Italien, 2. Juni 2024)
| Saison | Klasse | Team                         | Motorrad | Rennen | Siege | Zweiter | Dritter | Poles | Schn. Runden | Punkte | Ergebnis |
| ------ | ------ | ---------------------------- | -------- | ------ | ----- | ------- | ------- | ----- | ------------ | ------ | -------- |
| 2018   | Moto2  | Reale Avintia Stylobike      | Kalex    | 7      | –     | –       | –       | –     | –            | 0      | 33.      |
| 2018   | Moto2  | Marinelli Snipers Team Moto2 | Kalex    | 6      | –     | –       | –       | –     | –            | 0      | 33.      |
| 2019   | Moto2  | Sama Qatar Ángel Nieto Team  | KTM      | 19     | –     | –       | –       | –     | –            | 0      | 35.      |
| 2020   | MotoE  | Esponsorama Racing           | Energica | 7      | –     | –       | –       | –     | –            | 34     | 15.      |
| 2020   | Moto2  | Aspar Team                   | Speed Up | 2      | –     | –       | –       | –     | –            | 0      | 34.      |
| 2021   | MotoE  | Esponsorama Racing           | Energica | 7      | –     | –       | –       | –     | –            | 21     | 16.      |
| 2021   | Moto2  | Cerba Promoracing Team       | Kalex    | 1      | –     | –       | –       | –     | –            | 0      | 40.      |
| 2022   | MotoE  | Esponsorama Racing           | Energica | 6      | –     | –       | –       | –     | –            | 31     | 15.      |
| 2024   | Moto2  | Fantic Racing                | Kalex    | 18     | –     | –       | –       | –     | –            | –      | 31.      |
| Gesamt | Gesamt | Gesamt                       | Gesamt   | 73     | 0     | 0       | 0       | 0     | 0            | 85     |          |

### In der FIM-Moto2-Europameisterschaft
(Stand: Saisonende 2023)
| Saison | Team           | Motorrad | Rennen | Siege | Zweiter | Dritter | Poles | Schn. Runden | Punkte | Ergebnis |
| ------ | -------------- | -------- | ------ | ----- | ------- | ------- | ----- | ------------ | ------ | -------- |
| 2015   | Promoracing    | Kalex    | 10     | –     | –       | –       | –     | –            | 21     | 16.      |
| 2016   | Promoracing    | Kalex    | 10     | –     | –       | –       | –     | –            | 63     | 8.       |
| 2017   | Team Stylobike | Kalex    | 9      | –     | –       | –       | –     | –            | 42     | 12.      |
| 2018   | Team Stylobike | Kalex    | 11     | –     | 2       | –       | –     | 1            | 86     | 7.       |
| 2020   | Team Stylobike | Kalex    | 11     | –     | –       | 1       | –     | 1            | 87     | 6.       |
| 2021   | Promo Racing   | Kalex    | 11     | –     | 1       | –       | –     | –            | 102    | 4.       |
| 2022   | Promo Racing   | Kalex    | 9      | –     | –       | 4       | –     | –            | 114    | 6.       |
| 2023   | Promo Racing   | Kalex    | 11     | 1     | 2       | 2       | 1     | –            | 149    | 2.       |
| Gesamt | Gesamt         | Gesamt   | 82     | 1     | 5       | 7       | 1     | 2            | 674    |          |

### In der CEV Moto3-Junioren-Weltmeisterschaft
| Saison | Team                 | Motorrad | Rennen | Siege | Zweiter | Dritter | Poles | Schn. Runden | Punkte | Ergebnis |
| ------ | -------------------- | -------- | ------ | ----- | ------- | ------- | ----- | ------------ | ------ | -------- |
| 2013   | Cardelus Racing Team | KTM      | 9      | –     | –       | –       | –     | –            | 0      | –        |
| 2014   | Cardelus Racing Team | KTM      | 11     | –     | –       | –       | –     | –            | 12     | 22.      |
| Gesamt | Gesamt               | Gesamt   | 20     | 0     | 0       | 0       | 0     | 0            | 12     |          |

### In der Supersport-Weltmeisterschaft
| Saison | Klasse                 | Motorrad       | Rennen | Siege | Zweiter | Dritter | Poles | Schn. Runden | Punkte | Ergebnis |
| ------ | ---------------------- | -------------- | ------ | ----- | ------- | ------- | ----- | ------------ | ------ | -------- |
| 2017   | Race Department ATK#25 | MV Agusta F3   | 2      | –     | –       | –       | –     | –            | 5      | 36.      |
| 2017   | Race Department ATK#25 | Yamaha YZF-R 6 | 2      | –     | –       | –       | –     | –            | 5      | 36.      |
| Gesamt | Gesamt                 | Gesamt         | 4      | 0     | 0       | 0       | 0     | 0            | 5      |          |